# Emil Cioran
Emil Cioran (francia nyelvterületen: Émile Michel Cioran) (Resinár, 1911. április 8. – Párizs, 1995. június 20.) román-francia filozófus és író.

## Élete

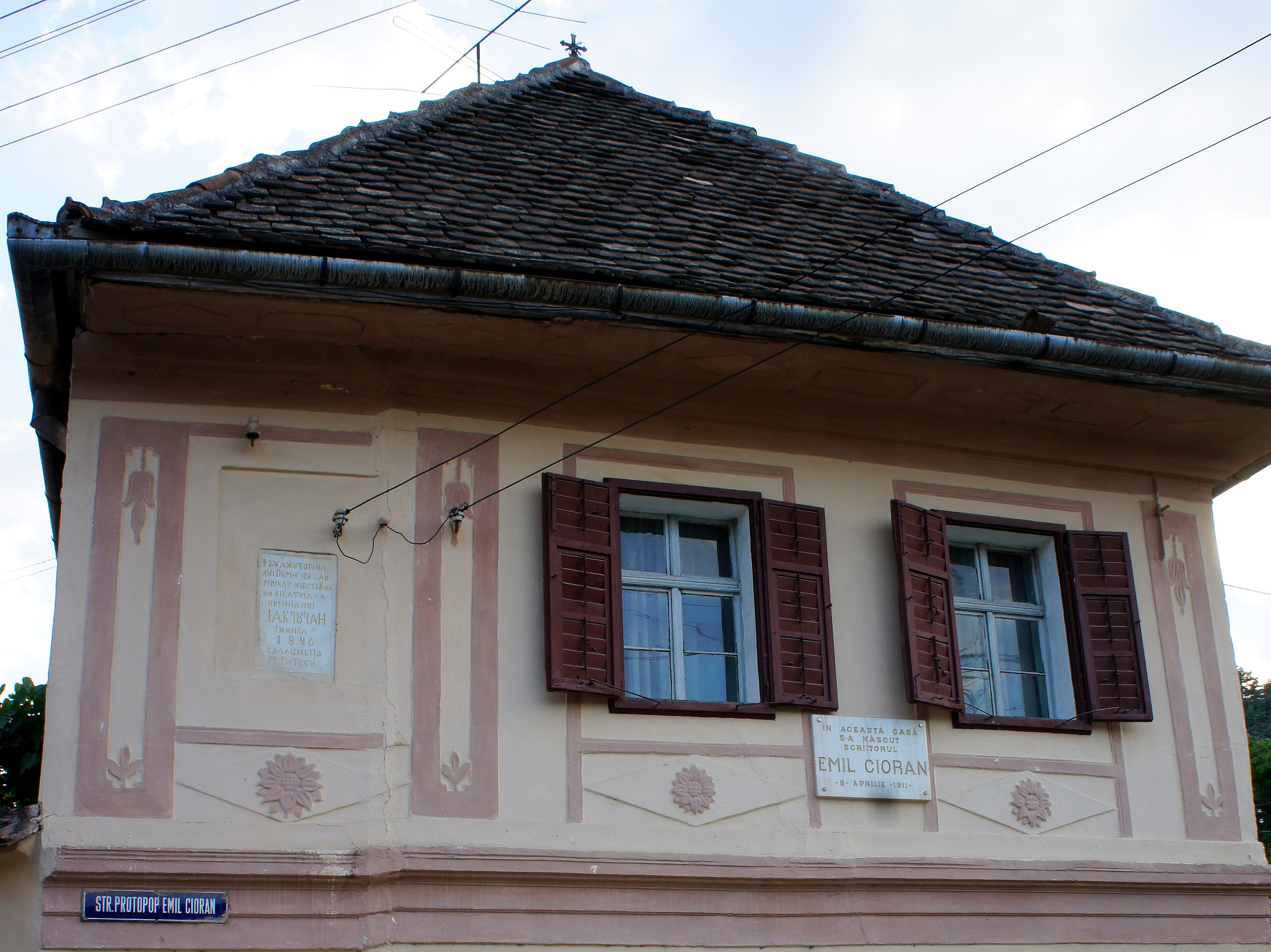
Emil Cioran szülőháza

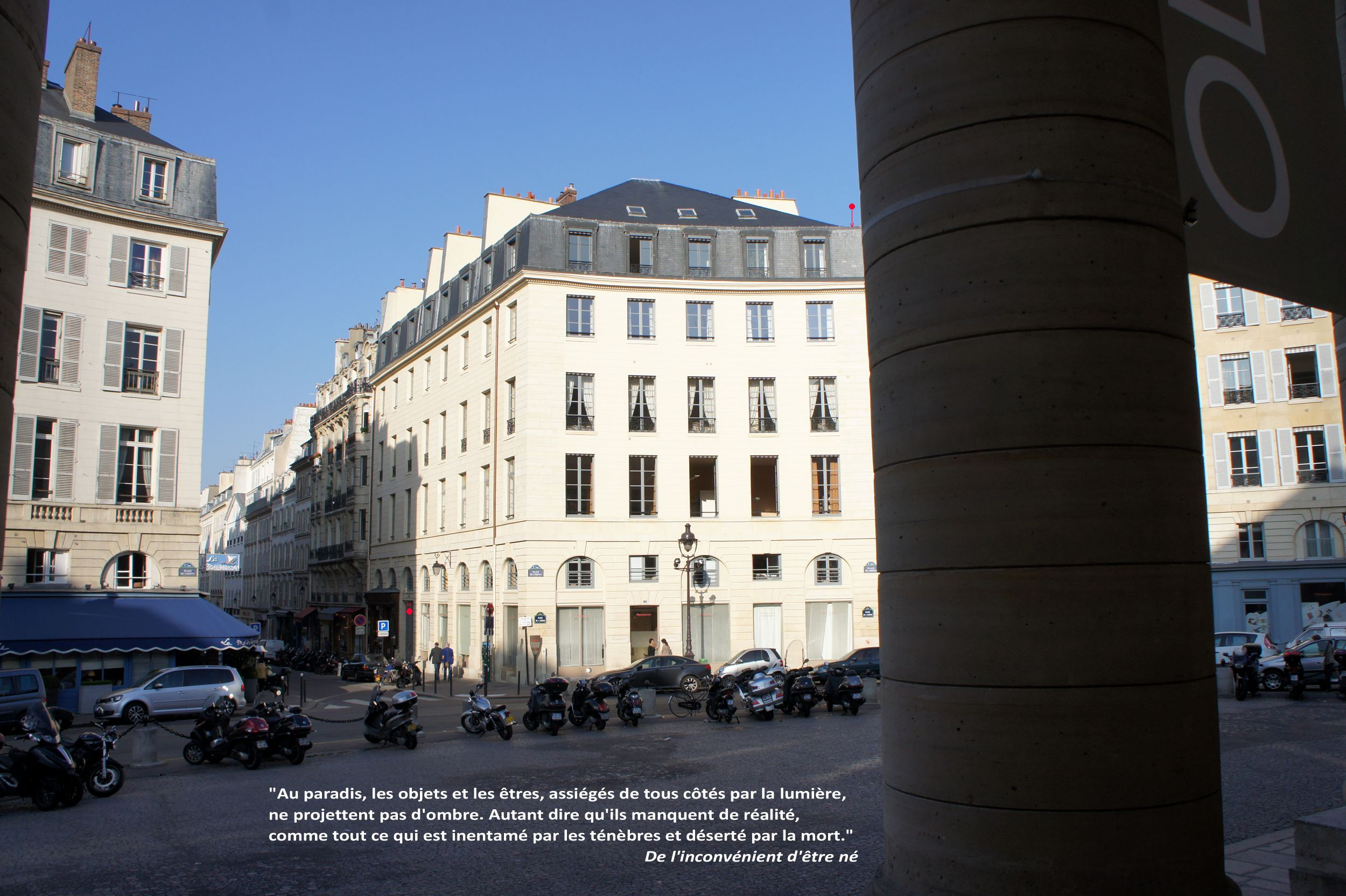
21 rue de l'Odéon

Az Osztrák–Magyar Monarchiában született a Szeben vármegyei Resináron (Rășinari). Apja ortodox pap, anyai nagyapja (Gheorghe Comaniciu) jegyző volt, aki az Osztrák–Magyar Monarchiától bárói rangot kapott.
Gimnáziumi tanulmányait a szebeni Gheorghe Lazăr Gimnáziumban végezte, majd 17 évesen filozófiát kezdett tanulni Bukarestben. Elsősorban Kant, Schopenhauer és főleg Nietzsche filozófiája érdekelte. A Bukaresti Egyetemen ismerkedett össze Mircea Eliadeval és Eugène Ionescóval, akikkel élethosszig tartó barátságot kötött. Szakdolgozatát Bergsonról írta.
1933-ban ösztöndíjat nyert Berlinbe, ahol 1936-ig maradt; megismerkedett Nicolai Hartmann-nal, Georg Simmellel és Ludwig Klagesszel. Ezekben az években szimpatizált mind a német, mind az olasz fasizmussal, s bár nem volt tagja a Vasgárdának, szimpatizált annak fellépésével. A későbbiekben revideálta korábbi nézeteit, s egy 1972-es interjúban úgy ítélte, megtanulta, mit jelent sodródni az árral, s immár immunis rá.
Eleinte Romániában élt és dolgozott, majd a harmincas évek végén Párizsban telepedett le. Attól fogva kizárólag franciául írt. A Latinnegyedben élt, a külvilágtól elzárkózva; barátai közé tartozott többek között Paul Celan és Samuel Beckett. Élettársa, Simone Boué halála után lakásukban több tucatnyi jegyzetfüzetet találtak, bennük Cioran hátramaradt jegyzeteit, töredékeit.
Ciorant a filozófia egyik legnagyobb újkori szkeptikusaként és nihilistájaként tartják számon.

## Filozófiája
Cioran utolsó románul írott művében, a Gondolatok alkonyában (Amurgul gândurilor) foglalja össze valamennyi filozófiai alapmotívumát, melyeket később részletesen boncolgat francia munkáiban. A szöveget tematikusan foszlányokra tépte; ezt a következőkkel indokolja: „A filozófia túlságosan elviselhetetlen, s ez a legnagyobb hiányossága. Hiányzik belőle a pátosz, az alkohol, a szerelem. Mi a művész? Egy ember, aki mindent tud – de ezt nem tudatosítja. Hát a filozófus? Egy ember, aki a tudatossággal él, de nem tud semmit.”
A ciorani filozófia fontos motívuma az idő. Ezt a Zuhanás az időben (La chute dans le temps, 1964) című művében fejti ki. A következőket mondja az időről: „A Gonosz felvette az Idő álnevet… Az unalom betekintést ad az örökkévalóságba, mely nem a legyőzött idő, hanem csak annak romjai…”
Bevezeti a „rituális idő” fogalmát. Ez a következőt jelenti: a dimenzió nélküli idő visszahozása a naptári év keretén belül zajló ciklikus-rituális ismétlésekhez. Ismert példája éppen a hagyományos egyházi vagy paraszti kalendárium.
Isten a középpont, ahová az idő és a történelem tart, hogy benne végül megsemmisüljenek, a kezdet kezdetén a véges időnek is az örök isteni lényegből kellett kiszakadnia, vagyis ez az „alkony” már kezdetben is létezett. Az Isten tulajdonképpen a „gondolatok alkonya”.
Politikai filozófiájára Oswald Spengler volt nagy hatással. Eszerint az ember egészen addig képes a dekadencia elkerülésére, ameddig érintkezésben marad az eredetével, és nincs elvágva önmaga által a saját múltjától; a jelent az önmagát eltárgyiasító ember jelenének tartja, s mint ilyet, dekadensnek értékeli.
Az írás számára terápiás jelleggel bírt, biológiai szükséglet volt: álláspontja szerint ami kifejezést nyer, elveszíti intenzitását, s ezáltal elviselhetővé válik. Egzisztencialista hátterének inverziója az ember általános otthontalanságának megállapításából születő nihilista filozófiája, melyet ennek ellenére az élethez való makacs ragaszkodás jár át meg át.

## Magyarul megjelent könyvei
- A bomlás kézikönyve. Aforizmák; vál., ford. Réz Pál, utószó Ara-Kovács Attila; Európa, Bp., 1990
- Egy kifulladt civilizációról; vál. Fázsy Anikó, ford. Fázsy Anikó, Ferch Magda; Nagyvilág, Bp., 1998 (Nagyvilág könyvek)
- Beszélgetések Emil M. Ciorannal; Kijárat, Bp., 1998 (Teve könyvek)
- A bomlás kézikönyve (ford. Cziszter Kálmán), Atlantisz Könyvkiadó, Budapest, 1999 (Kísértések), ISBN 9639165301
- Füzetek, 1957–1972; ford. Réz Pál; Európa, Bp., 1999 (Mérleg)
- Kalandozások; ford., utószó Farkas Jenő, előszó Zalán Tibor; Palamart, Bp., 2004
- Történelem és utópia; ford. Fázsy Anikó; Nagyvilág, Bp., 2005
- A létezés kísértése; ford. Fázsy Anikó; Nagyvilág, Bp., 2008
- Könnyek és szentek; ford. Karácsonyi Zsolt, jegyz. Csáki Márton; Qadmon, Bp., 2010
- Átkozott én; ford. Juhász Katalin; Bozóthegyi, Bp., 2024
- A bomlás kézikönyve – Helikon Zsebkönyvek 90. fordította és szerkesztette Réz Pál Helikon 2020.08.31.

## Románul megjelent művei

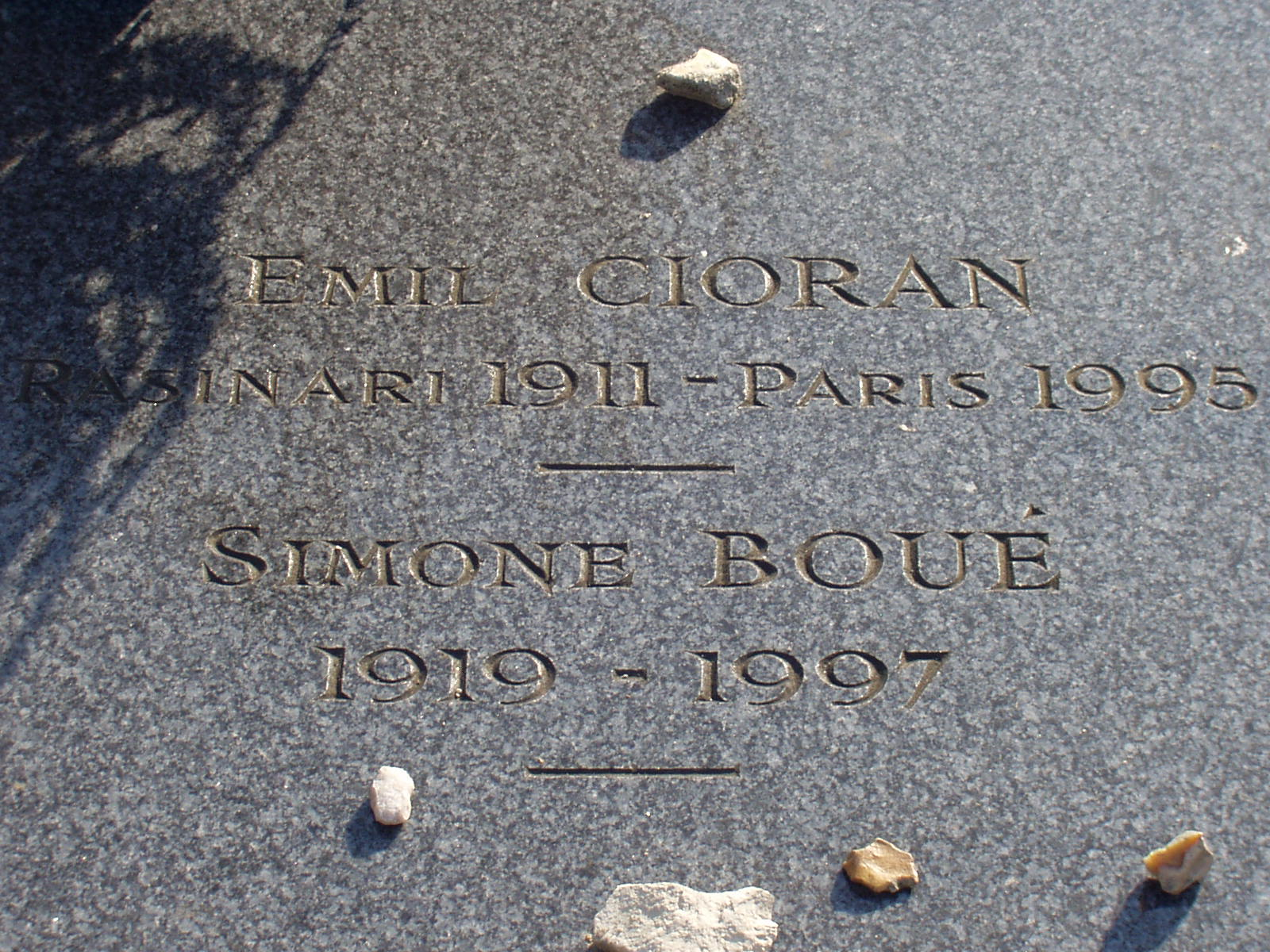
Emil Cioran sírja

- Pe culmile disperării (A kétségbeesés csúcsain), Bukarest, 1934
- Cartea amăgirilor (Ámítások könyve), Bukarest, 1936
- Schimbarea la față a României (Románia színeváltozása), Bukarest, 1936
- Lacrimi și sfinți (Könnyek és szentek), Bukarest, 1937
- Amurgul gândurilor (Gondolatok alkonya), 1940
- Îndreptar pătimaș (Szenvedélyes útmutató), Bukarest: Humanitas, 1991
- Singurătate și destin (Egyedüllét és sors. A két világháború közötti cikkek antológiája Dan C. Mihăilescu gondozásában), Bukarest: Humanitas, 1992
- Scrisori către cei de-acasă (Levelek haza), Bukarest: Humanitas, 1995
- Mon pays/Țara mea (Hazám), Bukarest: Humanitas, 1996

## Franciául megjelent művei
- Œuvres (Opere complete), éd. Yves Peyré, Paris, Gallimard, 1997, 1999, 2001, 2003
- Précis de décomposition Paris, Gallimard, 1949
- Syllogismes de l'amertume Paris, Gallimard, 1952
- La Tentation d'exister Paris, Gallimard, 1956
- Histoire et utopie Paris, Gallimard, 1960
- La Chute dans le Temps Paris, Gallimard, 1964
- Le Mauvais Démiurge Paris, Gallimard, 1969
- De l'inconvénient d'être né, Paris, Gallimard, 1973
- Écartèlement Paris, Gallimard, "Les essais" (Eseurile), 1979
- Exercices d'admiration: essais et portraits, Paris, Gallimard, 1986
- Aveux et anathèmes Paris, Gallimard, 1986
- Le Livre des leurres 1936, trad. Grazyna Klewek, Thomas Bazin, Paris, Gallimard, 1992
- Bréviaire des vaincus 1940–1944, trad. Alain Paruit, Paris, Gallimard, 1993
- L'âge d'or Châteauroux, 1995
- Anthologie du Portrait. De Saint-Simon à Tocqueville Paris, Gallimard, 1996
- Cahiers 1957–1972, cu o prefață de Simone Boué, Paris, Gallimard, 1997
- Solitude et destin Paris, Gallimard, 2004
- Des Larmes et des Saints 1937, Paris, L'Herne, 1986
- Sur les cimes du désespoir1933, trad. André Vornic, Christiane Frémont, Paris, L'Herne, 1990
- Cahier de Talamanca 1966, Paris, Mercure de France, 2000
- Ébauches de vertige, Paris, Gallimard, 2004 (extras din Écartèlement)
- Le Crépuscule des pensées 1940, trad. Mirella Patureau-Nedelco, Paris, L'Herne, 1991
- Valéry face à ses idoles Paris, L'Herne, 1970 (reluat din Exercices d'admiration)
- Essai sur la pensée réactionnaire: à propos de Joseph de Maistre
- Vacillations Fontfroide-le-Haut, 1998
- Sissi ou la vulnérabilité Jean CLAIR (dir.), Vienne 1880–1938. L'Apocalypse joyeuse, Paris, éd. du Centre Pompidou, 1986
- L'Élan vers le pire képek: Irmeli Jung, Paris, Gallimard, 1988